# Fundación Tres Culturas
La Fundación Tres Culturas es una entidad adscrita a la Consejería de la Presidencia de la Junta de Andalucía que tiene como objetivo convertirse en un referente de progreso y tolerancia «entre pueblos y culturas del Mediterráneo». Fue constituida en 1999 por iniciativa de la Junta de Andalucía y el Reino de Marruecos, a los que posteriormente se unieron el Centro Peres por la Paz, la Autoridad Nacional Palestina y otras instituciones de Israel.
La fundación edita las revistas Hesperia, Culturas y F3C, además de otras publicaciones científicas y culturales.
En 2009 fue galardonada por la Asociación Andaluza de Profesionales de la Información y la Documentación con el Premio Hernando Colón, por «su valiosa labor en la recuperación, conservación y difusión del patrimonio bibliográfico y documental andaluz».

## La sede
La Fundación Tres Culturas se ubica en el Pabellón Hassan II, el antiguo Pabellón de Marruecos de la Exposición Universal de Sevilla de 1992. Se trata de uno de los escasos edificios de la Expo que se conservan en perfecto estado. Fue ideado en su día por el arquitecto francés Michel Pinseau, responsable también del diseño de la mezquita de Casablanca, la segunda más grande del mundo. 

## Biblioteca
En la segunda planta del Pabellón Hassan ll se encuentra la Biblioteca Fátima Mernissi. Inaugurada en 2007, esta biblioteca especializada tiene el propósito de dar a conocer la diversidad del Mediterráneo, y sirve de instrumento de apoyo a los objetivos de la Fundación. Cuenta con unos 5.000 títulos (entre libros, revistas, películas y música especialmente dedicados a la temática de la Fundación) y cada mes recibe una media de 350 visitas.
Lleva el nombre de la escritora, historiadora, socióloga y feminista maroqui Fátima Mernissi (1940-2015), autoridad mundial en estudios del Corán, defensora de los derechos de las mujeres en el mundo árabe e islámico y una de las voces más relevantes de la intelectualidad árabe, que recibió el premio Príncipe de Asturia de las Lettras en 2003.

## Actividad cultural

### Exposiciones
La Fundación organiza y colabora con múltiples exposiciones temáticas con artistas internacionales. En 2008 organizó la exposición Yemen a través de la mirada, de Nocem Collado, y en 2013 una exposición de homenaje a la sociedad libanesa, Dioses de la frontera: una biología de la imagen, una colección de grabados de la artista Clara Carvajal, la exposición Los colores culturales de Marruecos o la muestra fotográfica virtual Descubre Sefarad y la Exposición Sentir la tierra, de la artista Graça Pereira Coutinho.
En 2021 organizó, en colaboración con el Institut des cultures arabes et méditerranéennes, la exposición Baja al Sur: Al-Andalus, en la que ocho artistas plásticos (Abraham Benzadón, Ana Pavón, Julia Diazdel, Mar Aragón, Pedro Peña, Sebastián Navas, Daniel Garbade y Kelly Fischer) reinterpretaron la herencia del Ándalus. La muestra fue comisariada por la directora Concha de Santa Ana Fernández y Nuria Delgada de la Galería Vesaniart de Málaga.

### Ciclos
Organizan también ciclos temáticos con cine, como el Ciclo Sefarad en tres culturas, Marruecos realidad o ficción, o la sesión de cortometrajes La mejor selección de Andalesgai 2018 en colaboración con la Fundación Triángulo Andalucía.